# 前139年
| 千纪： | 前1千纪 |
| 世纪： | 前3世纪 \| 前2世纪 \| 前1世纪                                                                                         |
| 年代： | 前160年代 \| 前150年代 \| 前140年代 \| 前130年代 \| 前120年代 \| 前110年代 \| 前100年代                               |
| 年份： | 前144年 \| 前143年 \| 前142年 \| 前141年 \| 前140年 \| 前139年 \| 前138年 \| 前137年 \| 前136年 \| 前135年 \| 前134年 |
| 纪年： | 西汉建元二年 |

## 大事记
- 中国
  - 西漢外交家與探險家張騫，向西域出發，奠定了絲路開拓的基礎
- 其他
  - 喜帕恰斯精确地计算出朔望月的一种时间。